# Lingao
Lingao (chiń. 临高县; pinyin: Língāo Xiàn) – powiat w Chinach, w prowincji Hajnan. W 1999 roku liczył 399 057 mieszkańców.